# محطة مستقلة
محطة مستقلة هي عبارة عن محطة إذاعة مستقلة أو محطة تلفزيونية أرضية والتي تكون بطريقة ما أكثر استقلالية مقارنة بالمحطات التابعة لشبكات البث التلفزيونية الأخري «الغير مستقلة». تعريف «الاستقلال» في هذا السياق يختلف من بلد إلى آخر، وهو يعكس اللوائح الحكومية المنظمة للإعلام، وطبيعة السوق الإعلامى وتاريخ نمو وسط البث الإعلامى.
في الولايات المتحدة وكندا، يشير المصطلح إلى محطات البث المستقلة في أمريكا الشمالية والتي لا تنتسب مباشرة إلى أي شبكات إعلامية.
أما في اليابان، فإن مصطلح يشير إلى المحطات الأرضية التي ليست أعضاء في أي من الشبكات التي تقع مقرات محطاتها المهيمنة على الإعلام في طوكيو؛ طالع الجمعية اليابانية لمحطات التلفزيون المستقلة (JAITS) لمزيد من التفاصيل. وبالإضافة إلى ذلك، على الرغم من أن الجامعة المفتوحة في اليابان ليست عضوا في JAITS، فإنها أيضاً يمكن أن تصنف على أنها مستقلة.